# Johann Christian Nelkenbrecher
Johann Christian Nelkenbrecher (* ? in Budissin; † 5. August 1760 in Leipzig) war ein deutscher Mathematiker (Eigenbezeichnung Arithmetiker) und Autor.

## Leben
Nelkenbrecher studierte in Budissin und Leipzig Rechtswissenschaft. Er war Kandidat der Rechte und Lehrer der kaufmännischen Rechenkunst in Leipzig. Seine Werke wurden durch den Buchhändler Wever in Berlin nach dem Tode erst verlegt.

## Werke
- Johann Christian Nelkenbrechers logarithmische Tabellen, zu Berechnung derer Wechselarbitragen, welche vor alle Handelsplätze in ganz Europa allgemein sind. Nebst ein kurzgefassten deutlichen Unterricht, wie dieselben bey allen vorkommenden Fällen anzuwenden. Verlag des Autors, 1752.
- Johann Christian Nelkenbrechers Taschenbuch eines Banquieres und Kaufmannes. Enthaltend eine Erklärung der Münzen und des Wechsel-Courses der vornehmsten Handels-Oerter, nebst einer Vergleichung des Ellenmaasses und Gewichts. Gebruckt bey Johann Thomas Trattner, Wien 1763.
- Marcus Rudolf Balthasar Gerhardt: Johann Christian Nelckenbrechers Taschenbuch eines Banquiers und Kaufmanns: enthaltend eine Erklärung aller ein- und ausländischen Münzen, des Wechsel-Courses, Usos, Respect-Tage und anderer zur Handlung gehörigen Dinge, mit einer genauen Vergleichung des Ellen-Maasses, Handels- Gold- und Silbers-Gewichts, auch Maasse von Getreide und flüssigen Sachen derer fürnehmsten europäischen Handels-Platze. 2. Aufl. verm. und verb. Arnold Wever, Berlin 1769.
- Johann Christian Nelkenbrechers Taschenbuch eines Banquiers und Kaufmanns. Enthaltend Eine Erklärung der Münzen und des Wechsel-Courses der vornehmsten Handels-Oerter, nebst einer Vergleichung des Ellenmaaßes und Gewichts. Verlag-Johann Thorn. Edler von Trattner, 1770 Digitalisat Verlegt in acht Ausgaben: 1769; 1772; 1775; 1781; 1786; 1793 Digitalisat; 1798 Digitalisat; 1805. Weitere Ausgaben durch andere[3] Ausgabe von 1842 SLUB Dresden
- J. C. Nelkenbrecher's allgemeines Taschenbuch der Münz-, Maaß- und Gewichtskunde für Banquiers und Kaufleute. Auf's neue hrsg. und mit vielen Handelsplätzen Amerika's und Asien's, desgl. mit den Usancen der Staatspapiere verm. von J. H. D. Bock und Carl Crüger. 14. aufl., Sander, Berlin 1828. (Digitalisat der Bayerischen Staatsbibliothek München, Digitalisat der 15. Aufl. 1832, Seminars für Wirtschafts- und Sozialgeschichte der Universität zu Köln, Digitalisate in archive.org)
- Johann Christian Nelkenbrechers Taschenbuch eines Banquiers und Kaufmanns in zwanzig Auflagen, Berlin 1762 - 1890. Ein synoptisches Handbuch. Maß und Gewicht ausgewählter Finanz- und Handelsplätze, Territorien und Staaten Europas 1762 - 1890. 2 Teile in 3 Bdn.von Harald Witthöft. Unter Mitarb. von Karl Jürgen Roth. Scripta-Mercaturae-Verlag, St. Katharinen 2003.